# Kabupaten Sumba Timur
Kabupaten Sumba Timur är ett kabupaten i Indonesien.   Det ligger i provinsen Nusa Tenggara Timur, i den södra delen av landet, 1 500 km öster om huvudstaden Jakarta. Antalet invånare är 227 732. Kabupaten Sumba Timur ligger på ön Pulau Sumba.